# Acicula (Gattung)
Acicula ist eine auf dem Land lebende Gattung der Schnecken aus der Ordnung der Architaenioglossa („Alt-Bandzüngler“). Sie ist die Typusgattung der Familie der Mulmnadeln (Aciculidae). Die älteste Art der Gattung stammt aus dem Chattium (Oligozän, Paläogen).

## Merkmale
Die kleinen Gehäuse der Gattung Acicula reichen in der Höhe von 1,35 bis 6,2 mm, in der Breite von 0,5 bis 1,85 mm. Sie sind hochkonisch bis fast zylindrisch mit bis zu acht Umgängen. Sie sind immer mehr als doppelt so hoch wie breit. Eine Nahtkante ist mehr oder weniger deutlich ausgebildet, oder sie kann auch fehlen. Die Ornamentierung besteht aus zahlreichen, mehr oder weniger regelmäßig angeordneten, vertieften radial verlaufenden, feinen Rillen. Die Oberfläche ist stark glänzend, die Schale durchscheinend und farblos. Manche Arten bilden einen mehr oder weniger kräftigen, einfachen Nackenwulst aus, der bei ausgewachsenen Exemplaren durch eine Rinne vom Mündungsrand getrennt ist.
Im Verhältnis zum Gehäuse ist der weißlich durchscheinende Körper vergleichsweise klein und schlank. Der Kopf wird vom Nacken durch eine schräg zum Sohlenrand verlaufende Furche abgesetzt. Die Sohle ist vom Körper durch eine schwächere und eine stärker ausgebildete Längsfurche abgesetzt. Die Schnauze am Kopf ist weit vorstreckbar, eine eigentliche Proboscis ist aber nicht entwickelt. Die langen, fadenförmigen Fühler sind stark kontraktil. Der Deckel auf dem hinteren Teil des schmalen Fußes überragt den Fuß auf beiden Seiten. Er weist 2½ bis 2¾ Umgänge auf.
Die Tiere sind getrenntgeschlechtlich. Die wenigen Eier, die von den Weibchen abgelegt werden, sind im Verhältnis zur Körpergröße sehr groß.

## Geographische Verbreitung und Lebensraum
Das Verbreitungsgebiet der Gattung Acicula erstreckt sich, mit großen Lücken von Großbritannien im Westen, über ganz Europa, Nordafrika, Kleinasien bis in den Iran und Israel. Die älteste Art der Gattung Acicula ist Acicula filifera Sandberger, 1862 aus dem Chattium (Oligozän, Paläogen) von Deutschland.
Die meisten Arten der Mulmnadeln leben tief im Erdreich, unter morschem Holz und unter Laub zwischen überwachsenen Felsgeröll. Zumindest eine Art, Platyla procax aus Montenegro scheint eine echte Höhlenschnecke zu sein. Soweit bekannt ernähren sich die Tiere von Eiern anderer Schneckenarten und Pilzhyphen.

## Taxonomie, Nomenklatur und Systematik
Die Gattung Acicula wurde 1821 von Johann Daniel Wilhelm Hartmann vorgeschlagen. Typusart durch Monotypie ist die Art Auricula lineata Draparnaud, 1805. Synonyme sind Acme Hartmann, 1821 und Pupula Charpentier, 1837 (Typusart durch Monotypie: Auricula lineata Draparnaud, 1805. Acicula W. Hartmann, 1821 ist die Typusgattung der Familie Aciculidae J. E. Gray, 1850 (Mulmnadeln)).
Derzeit sind 28 Arten der Gattung bekannt, davon 19 rezente Acicula-Arten. Fünf Acicula-Arten sind ausschließlich aus fossilen Ablagerungen beschrieben worden. Vier rezente Acicula-Arten sind auch schon aus miozänen Ablagerungen bekannt.
- Acicula algerensis Gittenberger & Boeters, 1977
- Acicula beneckei (Andreae, 1883)
- Acicula benoiti (Bourguignat, 1864)
- Acicula corcyrensis (Boettger, 1883)
- Acicula disjuncta Boeters, Gittenberger & Subai, 1989
- Acicula douctouyrensis (Bertrand, 2004)
- †Acicula edlaueri Schlickum, 1970, Pannonium, Pliozän, Neogen
- †Acicula filifera Sandberger, 1862, Chattium, Oligozän, Paläogen
- Braune Mulmnadel Acicula fusca (Montagu, 1803), Miozän bis rezent
- Acicula hausdorfi Boeters, Gittenberger & Subai, 1989
- †Acicula isselii (Flach, 1889), Astaracium, Miozän[2]
- Acicula jankowskiana Jackiewichz, 1979[3]
- Acicula lallemanti (Bourguignat, 1864)
- Acicula letourneuxi (Bourguignat, 1864)
- Acicula limbata Reuss, 1860, Miozän bis rezent
- Gestreifte Mulmnadel Acicula lineata (Draparnaud, 1805), Miozän bis rezent
  - Acicula lineata lineata (Draparnaud, 1805)
  - Acicula lineata sublineata (Andreae, 1883)
- Gestrichelte Mulmnadel Acicula lineolata (Pini, 1885)
  - Acicula lineolata lineolata (Pini, 1885)
  - Acicula lineolata banki Boeters, Gittenberger & Subai, 1989
- Acicula miaphene Subai, 2009[4]
- †Acicula michaudiana Schlickum, 1975, oberes Pliozän
- Acicula moussoni Boettger, 1879
- Acicula multilineata Boeters, Gittenberger & Subai, 1989
- Acicula norrisi Gittenberger & Boeters, 1977
- Acicula palaestinensis Forcart, 1981
- Acicula parcelineata (Clessin, 1911), Miozän bis rezent
- Acicula persica Subai, 1981
- Acicula riedeli Boeters, Gittenberger & Subai, 1989
- †Acicula schlickumi (Schütt, 1967), Unteres Sarmatium, Miozän
- Acicula szigethyannae Subai, 1977
- Acicula vezzanii Bodon, 1994

## Belege